# Zastava Argentine
Zastava Argentine usvojena je 1812. Trobojka je plave, bijele i plave boje. Od 1818. u sredini je Sunce. Inačica bez Sunca službena je ukrasna. Premda Argentina ima dvije službene zastave, sa Suncem uvijek dolazi prva.

## Vanjske poveznice
- Flags of the World
- portalargentino.net La bandera argentina